# Gangsta's Paradise
"Gangsta's Paradise" là một bài hát của rapper người Mỹ Coolio hợp tác với ca sĩ người Mỹ L.V. cho album phòng thu phòng thu thứ hai của Coolio, Gangsta's Paradise (1995) cũng như nhạc phim của bộ phim phát hành cùng năm Dangerous Minds. Nó được phát hành vào ngày 8 tháng 8 năm 1995 như là đĩa đơn đầu tiên trích từ cả hai album bởi Tommy Boy Records. Sau đó, bài hát cũng xuất hiện trong album phòng thu đầu tay của L.V. I Am L.V. (1996), nhưng không có sự góp giọng của Coolio. "Gangsta's Paradise" được viết lời bởi cả hai nghệ sĩ với Doug Rasheed, người đồng thời sản xuất nó, trong đó sử dụng đoạn mẫu từ bài hát năm 1976 của Stevie Wonder "Pastime Paradise".
Sau khi phát hành, "Gangsta's Paradise" nhận được những phản ứng đa phần là tích cực từ các nhà phê bình âm nhạc, và nhận được hai đề cử giải Grammy cho Thu âm của năm và Trình diễn solo Rap xuất sắc nhất tại lễ trao giải thường niên lần thứ 38, và chiến thắng giải sau. Nó cũng gặt hái những thành công vượt trội về mặt thương mại, đứng đầu các bảng xếp hạng ở hầu hết những quốc gia nó xuất hiện, bao gồm Úc, Áo, Bỉ, Đan Mạch, Phần Lan, Pháp, Đức, Ireland, Ý, Hà Lan, New Zeland, Na Uy, Thụy Điển, Thụy Sĩ và Vương quốc Anh. Tại Hoa Kỳ, "Gangsta's Paradise" đạt vị trí số một trên bảng xếp hạng Billboard Hot 100 trong ba tuần liên tiếp, và trở thành đĩa đơn bán chạy nhất năm 1995 tại đây. Tính đến nay, bài hát đã bán được hơn 6 triệu bản trên toàn cầu, trở thành một trong những đĩa đơn bán chạy nhất mọi thời đại.
Video ca nhạc cho "Gangsta's Paradise" được đạo diễn bởi Antoine Fuqua, trong đó bao gồm những hình ảnh từ Dangerous Minds và có sự tham gia của Michelle Pfeiffer dưới hình tượng vai diễn của cô trong phim. Nó đã nhận được ba đề cử tại Giải Video âm nhạc của MTV năm 1996 ở hạng mục Video Rap xuất sắc nhất, Video xuất sắc nhất từ một bộ phim và Bình chọn của khán giả, và chiến thắng hai giải đầu tiên. Coolio và L.V. đã trình diễn bài hát ở một số lễ trao giải lớn, bao gồm Giải thưởng âm nhạc Billboard năm 1995 với Stevie Wonder và Giải Grammy lần thứ 38 với ca sĩ người Hà Lan Trijntje Oosterhuis. Kể từ khi phát hành, "Gangsta's Paradise" đã được ghi nhận trong việc phá vỡ những rào cản về phong cách và thành công thương mại của thể loại nhạc hip hop. Nó cũng được hát lại và nhại lại bởi một số nghệ sĩ, trong đó nổi tiếng nhất là phiên bản nhại lại năm 1996 "Amish Paradise" của "Weird Al" Yankovic, và đạt vị trí thứ 56 ở Hoa Kỳ.

## Danh sách bài hát
| Đĩa CD tại châu Âu và Hoa Kỳ 1. "Gangsta's Paradise" - 4:00 2. "Gangsta's Paradise" (không lời) - 3:49 Đĩa CD #1 tại Anh quốc 1. "Gangsta's Paradise" - 4:01 2. "Fantastic Voyage" (bản album) - 4:04 3. "Mama I'm In Love With A Gangsta" (Clean Radio Mix) - 4:08 4. "Gangsta's Paradise" (không lời) - 3:49 | Đĩa CD maxi tại châu Âu 1. "Gangsta's Paradise" - 4:00 2. "Gangsta's Paradise" (không lời) - 3:49 3. "Fantastic Voyage" (bản album) - 4:04 Đĩa CD #2 tại Anh quốc 1. "Gangsta's Paradise" - 4:01 2. "The Wrong Come Up" (Final Mix, thể hiện bởi L.V. hợp tác với The Evil Side G's) - 3:59 3. "Gangsta's Boogie" (bản Barr 9, thể hiện bởi L.V.) - 4:40 4. "Gangsta's Paradise" (không lời) - 3:49 |

## Xếp hạng
| Bảng xếp hạng (1995-96)                  | Vị trí cao nhất |
| ---------------------------------------- | --------------- |
| Úc (ARIA)                                | 1               |
| Áo (Ö3 Austria Top 40)                   | 1               |
| Bỉ (Ultratop 50 Flanders)                | 1               |
| Bỉ (Ultratop 50 Wallonia)                | 1               |
| Canada (The Record)                      | 5               |
| Canada Dance/Urban (RPM)                 | 3               |
| Đan Mạch (Tracklisten)                   | 1               |
| Châu Âu (Eurochart Hot 100 Singles)      | 1               |
| Phần Lan (Suomen virallinen lista)       | 1               |
| Pháp (SNEP)                              | 1               |
| Đức (Official German Charts)             | 1               |
| Ireland (IRMA)                           | 1               |
| Ý (FIMI)                                 | 1               |
| Hà Lan (Dutch Top 40)                    | 1               |
| Hà Lan (Single Top 100)                  | 1               |
| New Zealand (Recorded Music NZ)          | 1               |
| Na Uy (VG-lista)                         | 1               |
| Thụy Điển (Sverigetopplistan)            | 1               |
| Thụy Sĩ (Schweizer Hitparade)            | 1               |
| Anh Quốc (OCC)                           | 1               |
| Hoa Kỳ Billboard Hot 100                 | 1               |
| Hoa Kỳ Hot R&B/Hip-Hop Songs (Billboard) | 2               |
| Hoa Kỳ Pop Airplay (Billboard)           | 17              |
| Hoa Kỳ Rhythmic (Billboard)              | 2               |

| Bảng xếp hạng (1990–99)              | Vị trí |
| ------------------------------------ | ------ |
| Austria (Ö3 Austria Top 40)          | 22     |
| France (SNEP)                        | 30     |
| Netherlands (Dutch Top 40)           | 31     |
| UK Singles (Official Charts Company) | 15     |
| US Billboard Hot 100                 | 13     |

| Bảng xếp hạng                        | Vị trí |
| ------------------------------------ | ------ |
| UK Singles (Official Charts Company) | 35     |
| US Billboard Hot 100                 | 85     |

| Bảng xếp hạng (1995)                 | Vị trí |
| ------------------------------------ | ------ |
| Australia (ARIA)                     | 1      |
| Austria (Ö3 Austria Top 40)          | 21     |
| Belgium (Ultratop 50 Flanders)       | 4      |
| Belgium (Ultratop 50 Wallonia)       | 6      |
| Canada Dance/Urban (RPM)             | 45     |
| Denmark (Tracklisten)                | 18     |
| Europe (European Hot 100 Singles)    | 5      |
| Finland (Suomen virallinen lista)    | 1      |
| France (SNEP)                        | 7      |
| Germany (Official German Charts)     | 2      |
| Netherlands (Dutch Top 40)           | 23     |
| Netherlands (Single Top 100)         | 5      |
| New Zealand (Recorded Music NZ)      | 1      |
| Norway Autumn Period (VG-lista)      | 1      |
| Sweden (Sverigetopplistan)           | 1      |
| UK Singles (Official Charts Company) | 2      |
| US Billboard Hot 100                 | 1      |
| US Hot Rap Songs (Billboard)         | 4      |
| US Hot R&B/Hip-Hop Songs (Billboard) | 30     |
| Bảng xếp hạng (1996)                 | Vị trí |
| Austria (Ö3 Austria Top 40)          | 6      |
| Belgium (Ultratop 50 Flanders)       | 16     |
| Belgium (Ultratop 50 Wallonia)       | 8      |
| Denmark (Tracklisten)                | 15     |
| Europe (European Hot 100 Singles)    | 3      |
| Finland (Suomen virallinen lista)    | 24     |
| France (SNEP)                        | 14     |
| Germany (Official German Charts)     | 14     |
| Italy (FIMI)                         | 1      |
| Netherlands (Dutch Top 40)           | 66     |
| Netherlands (Single Top 100)         | 55     |
| Norway Winter Period (VG-lista)      | 2      |
| Sweden (Sverigetopplistan)           | 24     |
| Switzerland (Schweizer Hitparade)    | 15     |
| UK Singles (Official Charts Company) | 86     |
| US Billboard Hot 100                 | 33     |
| US Hot Rap Songs (Billboard)         | 21     |

## Chứng nhận
| Quốc gia | Chứng nhận  | Số đơn vị/doanh số chứng nhận |
| --- | ----------- | ----------------------------- |
| Úc (ARIA) | 3× Bạch kim | 210.000^                      |
| Áo (IFPI Áo) | Bạch kim    | 50.000*                       |
| Đức (BVMI) | 2× Bạch kim | 0^                            |
| Ý (FIMI) | Vàng        | 25.000‡                       |
| Hà Lan (NVPI) | Bạch kim    | 75.000^                       |
| New Zealand (RMNZ) | Bạch kim    | 15.000*                       |
| Na Uy (IFPI) | 4× Bạch kim | 40.000*                       |
| Thụy Điển (GLF) | Vàng        | 25.000^                       |
| Thụy Sĩ (IFPI) | 2× Bạch kim | 100.000^                      |
| Anh Quốc (BPI) | 2× Bạch kim | 1,543,000                     |
| Hoa Kỳ (RIAA) | 3× Bạch kim | 3,000,000                     |
| * Chứng nhận dựa theo doanh số tiêu thụ. ^ Chứng nhận dựa theo doanh số nhập hàng. ‡ Chứng nhận dựa theo doanh số tiêu thụ và phát trực tuyến. |             |                               |